# Temporada 1986 del Campeonato Mundial de Resistencia

## 360 Kilómetros de Monza
| 20/04/1986 Autódromo de Monza | 20/04/1986 Autódromo de Monza | 20/04/1986 Autódromo de Monza | 20/04/1986 Autódromo de Monza | 20/04/1986 Autódromo de Monza | 20/04/1986 Autódromo de Monza |
| Pos                           | N°                            | Piloto                        | Auto                          | Equipo                        | Clase                         |
| ----------------------------- | ----------------------------- | ----------------------------- | ----------------------------- | ----------------------------- | ----------------------------- |
| 1°                            | 1                             | Stuck / Bell                  | Porsche 962 C                 | Rothmans Porsche              | C1                            |
| 2°                            | 4                             | de Cesaris / Nannini          | Lancia LC2-86                 | Martini Racing                | C1                            |
| 3°                            | 19                            | Sigala / Brun                 | Porsche 956                   | Brun Motorsport               | C1                            |
| 4°                            | 18                            | Larrauri / Pareja             | Porsche 962 C                 | Brun Motorsport               | C1                            |
| 5°                            | 17                            | Olson / Boutsen               | Porsche 962 C                 | Brun Motorsport               | C1                            |
| 6°                            | 2                             | Mass / Wollek                 | Porsche 962 C                 | Rothmans Porsche              | C1                            |
| 7°                            | 9                             | Ballabio / Hamann             | Porsche 956                   | Obermaier Racing              | C1                            |
| 8°                            | 10                            | Gartner / Niedzwiedz          | Porsche 962 C                 | Porsche Kremer Racing         | C1                            |
| 9°                            | 61                            | Nielsen / Pescarolo           | Sauber C8 Mercedes            | Kouros Racing Team            | C1                            |
| 10°                           | 33                            | de Villota / Velez            | Porsche 956B                  | John Fitzpatrick Racing       | C1                            |
| 11°                           | 74                            | Jelinski / Dickens            | Gebhardt JC853 Ford           | Gebhardt Motorsport           | C2                            |
| 12°                           | 66                            | Los                           | March 84G Porsche             | Cosmic Racing                 | C1                            |
| 13°                           | 89                            | Schanche / Dyrstad            | Argo JM19 Zakspeed Turbo      | Martin Schanche Racing        | C2                            |
| 14°                           | 105                           | Barberio / Frey               | Tiga GC85 Ford                | Kelmar Racing                 | C2                            |
| 15°                           | 52                            | Brancatelli / Schlesser       | Jaguar XJR-6                  | Silk Cut Jaguar               | C1                            |
| 16°                           | 75                            | Clements / Harrower           | Gebhardt JC843 Ford           | ADA Engineering               | C2                            |
| 17°                           | 51                            | Cheever / Warwick             | Jaguar XJR-6                  | Silk Cut Jaguar               | C1                            |
| 18°                           | 99                            | Thyrring / Wood               | Tiga GC285 Ford Turbo         | Roy Baker Promotions          | C2                            |
| 19°                           | 92                            | Heuclin / Descartes           | ALD 02 BMW                    | Automobiles Louis Descartes   | C2                            |

## 1000 Kilómetros de Silverstone
| 04/05/1986 Autódromo de Silverstone | 04/05/1986 Autódromo de Silverstone | 04/05/1986 Autódromo de Silverstone | 04/05/1986 Autódromo de Silverstone | 04/05/1986 Autódromo de Silverstone | 04/05/1986 Autódromo de Silverstone |
| Pos                                 | N°                                  | Piloto                              | Auto                                | Equipo                              | Clase                               |
| ----------------------------------- | ----------------------------------- | ----------------------------------- | ----------------------------------- | ----------------------------------- | ----------------------------------- |
| 1°                                  | 51                                  | Warwick / Cheever                   | Jaguar XJR-6                        | Silk Cut Jaguar                     | C1                                  |
| 2°                                  | 1                                   | Bell / Stuck                        | Porsche 962 C                       | Rothmans Porsche                    | C1                                  |
| 3°                                  | 10                                  | Gartner / Needell                   | Porsche 962 C                       | Porsche Kremer Racing               | C1                                  |
| 4°                                  | 14                                  | Weaver / Niedzwiedz                 | Porsche 956 GTi                     | Liqui Moly Equipe                   | C1                                  |
| 5°                                  | 33                                  | de Villota / Velez                  | Porsche 956B                        | Danone Porsche España               | C1                                  |
| 6°                                  | 7                                   | Follmer / Morton / Barilla          | Porsche 956                         | Joest Racing                        | C1                                  |
| 7°                                  | 52                                  | Brancatelli / Schlesser             | Jaguar XJR-6                        | Silk Cut Jaguar                     | C1                                  |
| 8°                                  | 61                                  | Thackwell / Nielsen / Pescarolo     | Sauber C8 Mercedes                  | Kouros Racing                       | C1                                  |
| 9°                                  | 19                                  | Brun / Jelinski                     | Porsche 956                         | Brun Motorsport                     | C1                                  |
| 10°                                 | 18                                  | Larrauri / Pareja                   | Porsche 962 C                       | Brun Motorsport                     | C1                                  |
| 11°                                 | 17                                  | Boutsen / Sigala                    | Porsche 962 C                       | Brun Motorsport                     | C1                                  |
| 12°                                 | 9                                   | Lässig / Ballabio / Wood            | Porsche 956                         | Obermaier Racing Team               | C1                                  |
| 13°                                 | 31                                  | Katayama / Terada                   | Mazda 757                           | Mazdaspeed Co. Ltd.                 | GTP                                 |
| 14°                                 | 70                                  | Bellm / Spice                       | Spice SE86C Ford                    | Spice Engineering                   | C2                                  |
| 15°                                 | 105                                 | Barberio / Gellini / Nicholson      | Tiga GC85 Ford                      | Kelmar Racing                       | C2                                  |
| 16°                                 | 75                                  | Clements / Harrower                 | Gebhardt JC843 Ford                 | A.D.A. Engineering                  | C2                                  |
| 17°                                 | 63                                  | Brunn / Schuster                    | Porsche 936C                        | Ernst Schuster                      | C1                                  |
| 18°                                 | 90                                  | Mercer / Winther                    | URD C83 BMW                         | Jens Winther                        | C2                                  |
| 19°                                 | 30                                  | Kennedy / Yorino                    | Mazda 757                           | Mazdaspeed Co. Ltd.                 | GTP                                 |
| 20°                                 | 92                                  | Heuclin / Descartes                 | ALD 02 BMW                          | Automobiles Louis Descartes         | C2                                  |
| 21°                                 | 84                                  | Jones / Sebastiani / Smith          | Simpson C286 Ford                   | Simpson Engineering Ltd.            | C2                                  |
| 22°                                 | 79                                  | Wilds / Mallock                     | Ecosse C286 Rover                   | Ecurie Ecosse                       | C2                                  |
| 23°                                 | 4                                   | Nannini / de Cesaris                | Lancia LC2-86                       | Martini Racing                      | C1                                  |
| 24°                                 | 13                                  | Rousselot / Courage                 | Cougar C12 Porsche                  | Primagaz                            | C1                                  |
| 25°                                 | 98                                  | Bain / Hall / Andrews               | Tiga GC286 Ford Turbo               | R. B. Promotions Ltd.               | C2                                  |
| 26°                                 | 74                                  | Dickens / Payne                     | Gebhardt JC853 Ford                 | Gebhardt Motorsport                 | C2                                  |
| 27°                                 | 72                                  | Cohen-Olivar / Leim / Adams         | Bardon DB1 Ford                     | John Bartlett Racing                | C2                                  |
| 28°                                 | 2                                   | Wollek / Mass                       | Porsche 962 C                       | Rothmans Porsche                    | C1                                  |
| 29°                                 | 88                                  | Ashmore / Thomann / Kimpton         | Ceekar 83J-1 Ford                   | Arthur Hough Pressings/Ark Racing   | C2                                  |
| 30°                                 | 80                                  | Finotto / Facetti / Melgrati        | Alba AR6 Carma                      | Carma F.F. S.R.L.                   | C2                                  |
| 31°                                 | 21                                  | Konrad / Cleare                     | March 85G Porsche                   | R.C. Racing                         | GTP                                 |
| 32°                                 | 66                                  | Los / Graham                        | March 84G Porsche                   | Cosmik Racing                       | C1                                  |

## 24 Horas de Le Mans
| Pos | N°  | Piloto                              | Auto                     | Equipo                   | Clase |
| --- | --- | ----------------------------------- | ------------------------ | ------------------------ | ----- |
| 1°  | 1   | Stuck / Bell / Holbert              | Porsche 962 C            | Rothmans Porsche         | C1    |
| 2°  | 17  | Larrauri / Pareja / Gouhier         | Porsche 962 C            | Brun Motorsport          | C1    |
| 3°  | 8   | Follmer / Morton / Miller           | Porsche 956              | Joest Racing             | C1    |
| 4°  | 33  | de Villota / Velez / Fouché         | Porsche 956B             | Danone Porsche España    | C1    |
| 5°  | 9   | Lässig / Ballabio / Wood            | Porsche 956              | Obermaier Racing         | C1    |
| 6°  | 63  | Brunn / Schuster / Seher            | Porsche 936C             | Ernst Schuster           | C1    |
| 7°  | 180 | Ballot-Léna / Metge                 | Porsche 961              | Porsche AG               | GTX   |
| 8°  | 75  | Clements / Dodd-Noble / Harrower    | Gebhardt JC843 Ford      | ADA Engineering          | C2    |
| 9°  | 14  | Baldi / Cobb / Dyson                | Porsche 956 GTi          | Liqui Moly               | C1    |
| 10° | 55  | Alliot / Romero / Trollé            | Porsche 962 C            | John Fitzpatrick Racing  | C1    |
| 11° | 90  | Mercer / Winther / Jensen           | URD C83 BMW              | Jens Winther             | C2    |
| 12° | 100 | Haldi / Pessiot / Dorchy            | WM P83B Peugeot          | WM Secateva              | C2    |
| 13° | 47  | Menant / Grand / Goudchaux          | Rondeau M482 Ford        | Graff Racing             | C1    |
| 14° | 21  | Robert / Newsum / Cleare            | March 85G Porsche        | Richard Cleare Racing    | GTP   |
| 15° | 78  | Delano / Petery / Hotchkis          | Ecosse C285 Ford         | Ecurie Ecosse            | C2    |
| 16° | 32  | Weaver / Hasemi / Wada / Suzuki     | Nissan R85V              | Nissan Motorsport        | C1    |
| 17° | 102 | del Bello / Sotty / Rossiaud        | Rondeau M379C Ford       | Lucien Rossiaud          | C2    |
| 18° | 13  | Raphanel / De Cadenet / Courage     | Cougar C12 Porsche       | Primagaz Team Cougar     | C1    |
| 19° | 70  | Bellm / Martin / Spice              | Spice SE86C Ford         | Spice Engineering        | C2    |
| 20° | 38  | Elgh / Gabbiani / Suzuki            | Dome 86C-L Toyota        | Dome Co. Ltd.            | C1    |
| 21° | 111 | Witmeur / Krankenberg / Libert      | BMW M1                   | MK Motorsport            | B     |
| 22° | 72  | Adams / Jones / Donovan             | Bardon DB1 Ford          | Bartlett/Goodmans Sound  | C2    |
| 23° | 95  | Lacaud / Tapy / Bassaler            | Sauber SHS C6 BMW        | Roland Bassaler          | C2    |
| 24° | 51  | Warwick / Schlesser / Cheever       | Jaguar XJR-6             | Silk Cut Jaguar          | C1    |
| 25° | 7   | Barilla / Ludwig / "Winter"         | Porsche 956B             | Joest Racing             | C1    |
| 26° | 79  | Leslie / Wilds / Mallock            | Ecosse C286 Rover        | Ecurie Ecosse            | C2    |
| 27° | 2   | Wollek / Mass / Schuppan            | Porsche 962 C            | Rothmans Porsche         | C1    |
| 28° | 10  | Gartner / van der Merwe / Takahashi | Porsche 962 C            | Porsche Kremer Racing    | C1    |
| 29° | 66  | Los / Crang / Touroul               | March 84G Porsche        | Cosmik Racing Promotions | C1    |
| 30° | 12  | Yver / Cohen-Olivar / Striebig      | Porsche 956              | Porsche Kremer Racing    | C1    |
| 31° | 53  | Brancatelli / Percy / Haywood       | Jaguar XJR-6 LM          | Silk Cut Jaguar          | C1    |
| 32° | 170 | Kennedy / Galvin / Dieudonné        | Mazda 757                | Mazdaspeed               | GTP   |
| 33° | 41  | Migault / Raulet / Pignard          | WM P86 Peugeot           | WM Secateva              | C1    |
| 34° | 99  | Nicholson / Sheldon / Thyrring      | Tiga GC286 Ford Turbo    | Roy Baker Racing Tiga    | C2    |
| 35° | 45  | Justice / Oudet                     | Rondeau M382 Ford        | Patrick Oudet            | C1    |
| 36° | 36  | Lees / Nakajima / Sekiya            | Tom's 86C-L Toyota       | Tom's Co. Ltd.           | C1    |
| 37° | 97  | Allison / Musetti / Frank           | Tiga GC285 Ford Turbo    | Roy Baker Racing Tiga    | C2    |
| 38° | 19  | Boutsen / Theys / Ferté             | Porsche 956              | Brun Motorsport          | C1    |
| 39° | 62  | Quester / Pescarolo / Danner        | Sauber C8 Mercedes       | Kouros Racing Team       | C1    |
| 40° | 18  | Sigala / Brun / Jelinski            | Porsche 962 C            | Brun Motorsport          | C1    |
| 41° | 83  | Taverna / Palma / Vanoli            | Alba AR3 Ford            | Luigi Taverna            | C2    |
| 42° | 74  | Dickens / de Thoisy / Yvon          | Gebhardt JC853 Ford      | Gebhardt Motorsport      | C2    |
| 43° | 23  | Hoshino / Matsumoto / Suzuki        | Nissan R86V              | Nissan Motorsport        | C1    |
| 44° | 61  | Nielsen / Thackwell                 | Sauber C8 Mercedes       | Kouros Racing Team       | C1    |
| 45° | 171 | Yorino / Terada / Katayama          | Mazda 757                | Mazdaspeed               | GTP   |
| 46° | 52  | Heyer / Haywood / Redman            | Jaguar XJR-6 LM          | Silk Cut Jaguar          | C1    |
| 47° | 3   | Schuppan / Olson                    | Porsche 962 C            | Rothmans Porsche         | C1    |
| 48° | 92  | Heuclin / Descartes                 | ALD 02 BMW               | Louis Descartes          | C2    |
| 49° | 89  | Birrane / Schanche / Kleppe         | Argo JM19 Zakspeed Turbo | Martin Schanche Racing   | C2    |
| 50° | 98  | Andrews / Hall / Bain               | Tiga GC286 Ford Turbo    | Roy Baker Racing Tiga    | C2    |
| 51° | 20  | Crang / Lee-Davey / Gimbel          | Tiga GC86 Ford Turbo     | Tiga Team                | C1    |
| 52° | 106 | Leim / Fritsch / Hellberg           | Strandell 85 Porsche     | Strandell                | C2    |

## 100 Millas de Norisring
| 29/06/1986 Circuito callejero de Norisring | 29/06/1986 Circuito callejero de Norisring | 29/06/1986 Circuito callejero de Norisring | 29/06/1986 Circuito callejero de Norisring | 29/06/1986 Circuito callejero de Norisring | 29/06/1986 Circuito callejero de Norisring |
| Pos                                        | N°                                         | Piloto                                     | Auto                                       | Equipo                                     | Clase                                      |
| ------------------------------------------ | ------------------------------------------ | ------------------------------------------ | ------------------------------------------ | ------------------------------------------ | ------------------------------------------ |
| 1°                                         | 7                                          | Klaus Ludwig                               | Porsche 956B                               | Blaupunkt-Joest Racing                     | C1                                         |
| 2°                                         | 51                                         | Eddie Cheever                              | Jaguar XJR-6                               | Silk Cut Jaguar                            | C1                                         |
| 3°                                         | 52                                         | Derek Warwick                              | Jaguar XJR-6                               | Silk Cut Jaguar                            | C1                                         |
| 4°                                         | 38                                         | Frank Jelinski                             | Porsche 962 C                              | Team Memorex                               | C1                                         |
| 5°                                         | 10                                         | James Weaver                               | Porsche 962 C                              | SAT Porsche Kremer Team                    | C1                                         |
| 6°                                         | 17                                         | Walter Brun                                | Porsche 962 C                              | Brun Motorsport                            | C1                                         |
| 7°                                         | 9                                          | Jürgen Lässig                              | Porsche 956                                | Hans Obermaier                             | C1                                         |
| 8°                                         | 8                                          | "John Winter"                              | Porsche 956                                | Sachs-Joest Racing                         | C1                                         |
| 9°                                         | 0                                          | Danny Ongais                               | Porsche 962                                | Blaupunkt-Joest Racing                     | GTP                                        |
| 10°                                        | 18                                         | Thierry Boutsen                            | Porsche 956                                | Brun Motorsport                            | C1                                         |
| 11°                                        | 33                                         | Derek Bell                                 | Porsche 956B                               | John Fitzpatrick Racing                    | C1                                         |
| 12°                                        | 11                                         | Franz Konrad                               | Porsche 956                                | SAT Porsche Kremer Team                    | C1                                         |
| 13°                                        | 74                                         | Stanley Dickens                            | Gebhardt JC853 Ford                        | Gebhardt Racing Cars                       | C2                                         |
| 14°                                        | 63                                         | Ernst Schuster                             | Porsche 936C                               | Ernst Schuster                             | C1                                         |
| 15°                                        | 1                                          | Hans-Joachim Stuck                         | Porsche 962 C                              | Porsche AG                                 | C1                                         |
| 16°                                        | 99                                         | Thorkild Thyrring                          | Tiga GC286 Ford Turbo                      | RBR Tiga                                   | C2                                         |
| 17°                                        | 53                                         | Jean-Louis Schlesser                       | Jaguar XJR-6                               | Silk Cut Jaguar                            | C1                                         |
| 18°                                        | 89                                         | Martin Schanche                            | Argo JM19 Zakspeed Turbo                   | Martin Schanche Racing                     | C2                                         |
| 19°                                        | 97                                         | John Sheldon                               | Tiga GC285 Ford Turbo                      | RBR Tiga                                   | C2                                         |
| 20°                                        | 14                                         | Bob Wollek                                 | Porsche 956 GTi                            | Liqui Moly Équipe                          | C1                                         |
| 21°                                        | 6                                          | Bruno Giacomelli                           | Lancia LC2-85                              | Sponsor Guest Team                         | C1                                         |
| 22°                                        | 66                                         | Costas Los                                 | March 84G Porsche                          | Cosmik Racing                              | C1                                         |
| 23°                                        | 56                                         | Jochen Dauer                               | Zakspeed C1/8 Ford                         | Victor Zakspeed Team                       | C1                                         |
| 24°                                        | 46                                         | Jan Thoelke                                | Zakspeed C1/8 Ford                         | Derichs Rennwagenbau                       | C1                                         |

## 1000 Kilómetros de Brands Hatch
| 20/07/1986 Autódromo de Brands Hatch | 20/07/1986 Autódromo de Brands Hatch | 20/07/1986 Autódromo de Brands Hatch | 20/07/1986 Autódromo de Brands Hatch | 20/07/1986 Autódromo de Brands Hatch    | 20/07/1986 Autódromo de Brands Hatch |
| Pos                                  | N°                                   | Piloto                               | Auto                                 | Equipo                                  | Clase                                |
| ------------------------------------ | ------------------------------------ | ------------------------------------ | ------------------------------------ | --------------------------------------- | ------------------------------------ |
| 1°                                   | 14                                   | Wollek / Baldi                       | Porsche 956 GTi                      | Liqui Moly                              | C1                                   |
| 2°                                   | 7                                    | Stuck / Bell / Ludwig                | Porsche 956B                         | Joest Racing                            | C1                                   |
| 3°                                   | 19                                   | Boutsen / Jelinski                   | Porsche 956                          | Brun Motorsport                         | C1                                   |
| 4°                                   | 53                                   | Warwick / Schlesser                  | Jaguar XJR-6                         | Silk Cut Jaguar                         | C1                                   |
| 5°                                   | 8                                    | Barilla / Ludwig / "Winter"          | Porsche 956                          | Joest Racing                            | C1                                   |
| 6°                                   | 51                                   | Cheever / Brancatelli                | Jaguar XJR-6                         | Silk Cut Jaguar                         | C1                                   |
| 7°                                   | 79                                   | Mallock / Leslie                     | Ecosse C286 Rover                    | Ecurie Ecosse                           | C2                                   |
| 8°                                   | 9                                    | Lässig / Wood / Ballabio             | Porsche 956                          | Obermaier Racing                        | C1                                   |
| 9°                                   | 66                                   | Needell / Los                        | March 84G Porsche                    | Cosmic Racing Promotions                | C1                                   |
| 10°                                  | 105                                  | Nicholson / Gellini / Barberio       | Tiga GC85 Ford                       | Kelmar Racing                           | C2                                   |
| 11°                                  | 70                                   | Bellm / Spice                        | Spice SE86C Ford                     | Spice Engineering                       | C2                                   |
| 12°                                  | 90                                   | Mercer / Winther                     | URD C83 BMW                          | Jens Winther Denmark                    | C2                                   |
| 13°                                  | 98                                   | Bain / Andrews                       | Tiga GC286 Ford Turbo                | RBR Tiga                                | C2                                   |
| 14°                                  | 83                                   | Gasparri / Palma / Taverna           | Alba AR3 Ford                        | Techno Racing                           | C2                                   |
| 15°                                  | 97                                   | Musetti / Palmer                     | Tiga GC285 Ford Turbo                | RBR Tiga                                | C2                                   |
| 16°                                  | 77                                   | Hoy / Chapman / Murphy               | Tiga TS85 Hart Turbo                 | Chamberlain Engineering                 | C2                                   |
| 17°                                  | 95                                   | Lacaud / Pessiot / Bassaler          | Sauber SHS C6 BMW                    | Roland Bassaler                         | C2                                   |
| 18°                                  | 72                                   | Donovan / Cohen-Olivar / Leim        | Bardon DB1 Ford                      | John Bartlett Racing with Goodman Sound | C2                                   |
| 19°                                  | 18                                   | Larrauri / Pareja                    | Porsche 962 C                        | Brun Motorsport                         | C1                                   |
| 20°                                  | 6                                    | de Cesaris / Giacomelli              | Lancia LC2-85                        | Sponsor Geest Team                      | C1                                   |
| 21°                                  | 74                                   | Dickens / Payne / Adams              | Gebhardt JC853 Ford                  | Gebhardt Motorsport                     | C2                                   |
| 22°                                  | 102                                  | Sotty / Rossiaud / del Bello         | Rondeau M379C Ford                   | Lucien Rossiaud                         | C2                                   |
| 23°                                  | 17                                   | Brun / Sigala                        | Porsche 962 C                        | Brun Motorsport                         | C1                                   |
| 24°                                  | 21                                   | Weaver / Robert / Cleare             | March 85G Porsche                    | R. Cleare Racing                        | GTP                                  |
| 25°                                  | 20                                   | Lee-Davey / Crang                    | Tiga GC86 Ford Turbo                 | Tiga Team                               | C1                                   |
| 26°                                  | 99                                   | Thyrring / Sheldon                   | Tiga GC286 Ford Turbo                | RBR Tiga                                | C2                                   |
| 27°                                  | 75                                   | Clements / Harrower                  | Gebhardt JC843 Ford                  | ADA Engineering                         | C2                                   |
| 28°                                  | 92                                   | Heuclin / Descartes                  | ALD 02 BMW                           | Automobiles Louis Descartes             | C2                                   |
| 29°                                  | 89                                   | Schanche / Kleppe                    | Argo JM19 Zakspeed Turbo             | Martin Schanche Racing                  | C2                                   |
| 30°                                  | 84                                   | Smith / Sebastiani / Candy           | Simpson C286 Ford                    | Simpson Engineering                     | C2                                   |

## 360 Kilómetros de Jerez
| 03/08/1986 Autódromo de Jerez de la Frontera | 03/08/1986 Autódromo de Jerez de la Frontera | 03/08/1986 Autódromo de Jerez de la Frontera | 03/08/1986 Autódromo de Jerez de la Frontera | 03/08/1986 Autódromo de Jerez de la Frontera | 03/08/1986 Autódromo de Jerez de la Frontera |
| Pos                                          | N°                                           | Piloto                                       | Auto                                         | Equipo                                       | Clase                                        |
| -------------------------------------------- | -------------------------------------------- | -------------------------------------------- | -------------------------------------------- | -------------------------------------------- | -------------------------------------------- |
| 1°                                           | 18                                           | Larrauri / Pareja                            | Porsche 962 C                                | Brun Motorsport                              | C1                                           |
| 2°                                           | 17                                           | Brun / Jelinski                              | Porsche 956                                  | Brun Motorsport                              | C1                                           |
| 3°                                           | 52                                           | Warwick / Lammers                            | Jaguar XJR-6                                 | Silk Cut Jaguar                              | C1                                           |
| 4°                                           | 9                                            | Ballabio / Wood / Lässig                     | Porsche 956                                  | Obermaier Racing                             | C1                                           |
| 5°                                           | 70                                           | Spice / Bellm                                | Spice SE86C Ford                             | Spice Engineering                            | C2                                           |
| 6°                                           | 75                                           | Clements / Harrower                          | Gebhardt JC843 Ford                          | ADA Engineering                              | C2                                           |
| 7°                                           | 105                                          | Barberio / Gellini                           | Tiga GC85 Ford                               | Kelmar Racing                                | C2                                           |
| 8°                                           | 33                                           | Velez / de Villota                           | Porsche 956B                                 | John Fitzpatrick Racing                      | C1                                           |
| 9°                                           | 66                                           | Needell / Los                                | March 84G Porsche                            | Cosmic Racing                                | C1                                           |
| 10°                                          | 97                                           | Cohen-Olivar / Palmer                        | Tiga GC285 Ford Turbo                        | RBR Tiga                                     | C2                                           |
| 11°                                          | 72                                           | Donovan / Adams                              | Bardon DB1 Ford                              | John Bartlett Racing with Goodman Sound      | C2                                           |
| 12°                                          | 89                                           | Kleppe / Schanche                            | Argo JM19 Zakspeed Turbo                     | Martin Schanche Racing                       | C2                                           |
| 13°                                          | 98                                           | "Chauvet" / Andrews                          | Tiga GC286 Ford Turbo                        | RBR Tiga                                     | C2                                           |
| 14°                                          | 51                                           | Cheever / Brundle                            | Jaguar XJR-6                                 | Silk Cut Jaguar                              | C1                                           |
| 15°                                          | 53                                           | Brancatelli / Schlesser                      | Jaguar XJR-6                                 | Silk Cut Jaguar                              | C1                                           |
| 16°                                          | 99                                           | Thyrring / Sheldon                           | Tiga GC286 Ford Turbo                        | RBR Tiga                                     | C2                                           |
| 17°                                          | 55                                           | Romero / Campos                              | Porsche 962 C                                | John Fitzpatrick Racing                      | C1                                           |

## 1000 Kilómetros de Nürburgring
| 24/08/1986 Nürburgring | 24/08/1986 Nürburgring | 24/08/1986 Nürburgring          | 24/08/1986 Nürburgring   | 24/08/1986 Nürburgring                  | 24/08/1986 Nürburgring |
| Pos                    | N°                     | Piloto                          | Auto                     | Equipo                                  | Clase                  |
| ---------------------- | ---------------------- | ------------------------------- | ------------------------ | --------------------------------------- | ---------------------- |
| 1°                     | 61                     | Thackwell / Pescarolo           | Sauber C8 Mercedes       | Kouros Racing Team                      | C1                     |
| 2°                     | 14                     | Baldi / Niedzwiedz              | Porsche 956 GTi          | Liqui Moly                              | C1                     |
| 3°                     | 33                     | de Villota / Velez              | Porsche 956B             | John Fitzpatrick Racing                 | C1                     |
| 4°                     | 9                      | Lässig / Grohs / Ballabio       | Porsche 956              | Obermaier Racing                        | C1                     |
| 5°                     | 79                     | Mallock / Duez                  | Ecosse C286 Rover        | Ecurie Ecosse                           | C2                     |
| 6°                     | 74                     | Lechner / Franzmaier            | Gebhardt JC853 Ford      | Gebhardt Motorsport                     | C2                     |
| 7°                     | 70                     | Bellm / Spice                   | Spice SE86C Ford         | Spice Engineering                       | C2                     |
| 8°                     | 75                     | Clements / Harrower             | Gebhardt JC843 Ford      | ADA Engineering                         | C2                     |
| 9°                     | 90                     | Winther / Pallavicini           | URD C83 BMW              | Jens Winther Denmark                    | C2                     |
| 10°                    | 66                     | Weidler / Los                   | March 84G Porsche        | Cosmic Racing                           | C1                     |
| 11°                    | 20                     | Crang / Lee-Davey               | Tiga GC86 Ford Turbo     | Tiga Team                               | C1                     |
| 12°                    | 95                     | Lacaud / Bassaler               | Sauber SHS C6 BMW        | Roland Bassaler                         | C2                     |
| 13°                    | 99                     | Thyrring / Bain                 | Tiga GC286 Ford Turbo    | Roy Baker Promotions                    | C2                     |
| 14°                    | 92                     | Heuclin / Descartes / Striebig  | ALD 02 BMW               | Automobiles Louis Descartes             | C2                     |
| 15°                    | 53                     | Brancatelli / Warwick / Lammers | Jaguar XJR-6             | Silk Cut Jaguar                         | C1                     |
| 16°                    | 151                    | Gall / Becker / Krankenberg     | BMW M1                   | MK Motorsport                           | B                      |
| 17°                    | 72                     | Leim / Mercer                   | Bardon DB1 Ford          | John Bartlett Racing with Goodman Sound | C2                     |
| 18°                    | 105                    | Barberio / Gellini              | Tiga GC85 Ford           | Kelmar Racing                           | C2                     |
| 19°                    | 17                     | Boutsen / Brun                  | Porsche 962 C            | Brun Motorsport                         | C1                     |
| 20°                    | 1                      | Stuck / Bell                    | Porsche 962 C            | Rothmans Porsche                        | C1                     |
| 21°                    | 7                      | Ghinzani / Nissen / "Winter"    | Porsche 956              | Joest Racing                            | C1                     |
| 22°                    | 2                      | Mass / Wollek                   | Porsche 962 C            | Rothmans Porsche                        | C1                     |
| 23°                    | 18                     | Larrauri / Pareja               | Porsche 962 C            | Brun Motorsport                         | C1                     |
| 24°                    | 19                     | Jelinski / Dickens              | Porsche 956              | Brun Motorsport                         | C1                     |
| 25°                    | 10                     | Weaver / Nannini                | Porsche 962 C            | Porsche Kremer Racing                   | C1                     |
| 26°                    | 89                     | "Chauvet" / Schanche / Kleppe   | Argo JM19 Zakspeed Turbo | Martin Schanche Racing                  | C2                     |
| 27°                    | 98                     | Andrews / Cohen-Olivar          | Tiga GC286 Ford Turbo    | Roy Baker Promotions                    | C2                     |
| 28°                    | 21                     | Leslie / Cleare                 | March 85G Porsche        | RC Racing                               | GTP                    |
| 29°                    | 104                    | Mazué / Ferrarin                | Isolia 002 Ford          | Jean-Claude Ferrarin                    | C2                     |
| 30°                    | 51                     | Cheever / Schlesser / Heyer     | Jaguar XJR-6             | Silk Cut Jaguar                         | C1                     |
| 31°                    | 63                     | Schuster / Seher / Brunn        | Porsche 936C             | Ernst Schuster                          | C1                     |

## 1000 Kilómetros de Spa
| 15/09/1986 Circuito de Spa-Francorchamps | 15/09/1986 Circuito de Spa-Francorchamps | 15/09/1986 Circuito de Spa-Francorchamps | 15/09/1986 Circuito de Spa-Francorchamps | 15/09/1986 Circuito de Spa-Francorchamps           | 15/09/1986 Circuito de Spa-Francorchamps |
| Pos                                      | N°                                       | Piloto                                   | Auto                                     | Equipo                                             | Clase                                    |
| ---------------------------------------- | ---------------------------------------- | ---------------------------------------- | ---------------------------------------- | -------------------------------------------------- | ---------------------------------------- |
| 1°                                       | 17                                       | Boutsen / Jelinski                       | Porsche 962 C                            | Brun Motorsport                                    | C1                                       |
| 2°                                       | 52                                       | Warwick / Lammers                        | Jaguar XJR-6                             | Silk Cut Jaguar                                    | C1                                       |
| 3°                                       | 1                                        | Bell / Stuck                             | Porsche 962 C                            | Rothmans Porsche                                   | C1                                       |
| 4°                                       | 7                                        | Barilla / Ludwig                         | Porsche 956B                             | Blaupunkt Joest Racing                             | C1                                       |
| 5°                                       | 51                                       | Cheever / Schlesser                      | Jaguar XJR-6                             | Silk Cut Jaguar                                    | C1                                       |
| 6°                                       | 61                                       | Pescarolo / Thackwell                    | Sauber C8 Mercedes                       | Kouros Racing                                      | C1                                       |
| 7°                                       | 2                                        | Mass / Wollek                            | Porsche 962 C                            | Rothmans Porsche                                   | C1                                       |
| 8°                                       | 8                                        | "Winter" / Schuppan / Nissen             | Porsche 956                              | Joest Racing                                       | C1                                       |
| 9°                                       | 19                                       | Theys / Sigala / Brun                    | Porsche 956                              | Brun Motorsport                                    | C1                                       |
| 10°                                      | 14                                       | Baldi / Weaver                           | Porsche 956 GTi                          | Liqui Moly Equipe                                  | C1                                       |
| 11°                                      | 33                                       | Velez / de Villota                       | Porsche 956B                             | Danone Porsche España with John Fitzpatrick Racing | C1                                       |
| 12°                                      | 10                                       | Giacomelli / Weidler                     | Porsche 962 C                            | Porsche Kremer Racing                              | C1                                       |
| 13°                                      | 79                                       | Mallock / Duez                           | Ecosse C286 Rover                        | Ecurie Ecosse                                      | C2                                       |
| 14°                                      | 70                                       | Spice / Bellm                            | Spice SE86C Ford                         | Spice Engineering                                  | C2                                       |
| 15°                                      | 75                                       | Clements / Harrower                      | Gebhardt JC843 Ford                      | A.D.A. Engineering                                 | C2                                       |
| 16°                                      | 45                                       | Oudet / Justice                          | Rondeau M382 Ford                        | Patrick Oudet Vetir Racing                         | C1                                       |
| 17°                                      | 90                                       | Winther / Pallavicini                    | URD C83 BMW                              | Jens Winther                                       | C2                                       |
| 18°                                      | 66                                       | Needell / Los                            | March 84G Porsche                        | Cosmik Racing Promotions                           | C1                                       |
| 19°                                      | 72                                       | Mercer / Leim / Khan                     | Bardon DB1 Ford                          | John Bartlett Racing with Goodman Sound            | C2                                       |
| 20°                                      | 102                                      | Sotty / del Bello / Rossiaud             | Rondeau M379C Ford                       | Lucien Rossiaud                                    | C2                                       |
| 21°                                      | 77                                       | Hoy / Chapman                            | Tiga TS85 Hart Turbo                     | Chamberlain Engineering                            | C2                                       |
| 22°                                      | 99                                       | Thyrring / Blackburn                     | Tiga GC286 Ford Turbo                    | RBR Tiga                                           | C2                                       |
| 23°                                      | 92                                       | Heuclin / Descartes / Striebig           | ALD 02 BMW                               | Automobiles Louis Descartes                        | C2                                       |
| 24°                                      | 89                                       | Kennedy / Schanche                       | Argo JM19 Zakspeed Turbo                 | Martin Schanche                                    | C2                                       |
| 25°                                      | 18                                       | Larrauri / Pareja                        | Porsche 962 C                            | Brun Motorsport                                    | C1                                       |
| 26°                                      | 20                                       | Crang / Lee-Davey                        | Tiga GC86 Ford Turbo                     | Tiga Team                                          | C1                                       |
| 27°                                      | 80                                       | Melgrati / Finotto / Facetti             | Alba AR6 Carma                           | Carma F.F. S.R.L.                                  | C2                                       |
| 28°                                      | 97                                       | Sheldon / Cohen-Olivar / Williams        | Tiga GC285 Ford Turbo                    | RBR Tiga                                           | C2                                       |
| 29°                                      | 21                                       | Leslie / Cleare                          | March 85G Porsche                        | Richard Cleare Racing                              | GTP                                      |
| 30°                                      | 104                                      | Ferrarin / Mazué                         | Isolia 002 Ford                          | Jean Claude Ferrarin                               | C2                                       |
| 31°                                      | 98                                       | Hall / Andrews                           | Tiga GC286 Ford Turbo                    | RBR Tiga                                           | C2                                       |
| 32°                                      | 9                                        | Lässig / Regout / Wood                   | Porsche 956                              | Obermaier Racing                                   | C1                                       |
| 33°                                      | 83                                       | Ghinzani / Taverna / Lauro               | Alba AR3 Ford                            | Taverna Luigi Techno-Racing                        | C2                                       |

## 1000 Kilómetros de Fuji
| 05/10/1986 Autódromo de Fuji | 05/10/1986 Autódromo de Fuji | 05/10/1986 Autódromo de Fuji      | 05/10/1986 Autódromo de Fuji | 05/10/1986 Autódromo de Fuji            | 05/10/1986 Autódromo de Fuji |
| Pos                          | N°                           | Piloto                            | Auto                         | Equipo                                  | Clase                        |
| ---------------------------- | ---------------------------- | --------------------------------- | ---------------------------- | --------------------------------------- | ---------------------------- |
| 1°                           | 7                            | Barilla / Ghinzani                | Porsche 956B                 | Joest Racing                            | C1                           |
| 2°                           | 19                           | Jelinski / Dickens                | Porsche 956                  | Brun Motorsport                         | C1                           |
| 3°                           | 51                           | Cheever / Warwick                 | Jaguar XJR-6                 | Silk Cut Jaguar Cars                    | C1                           |
| 4°                           | 10                           | Giacomelli / Weidler              | Porsche 962 C                | Porsche Kremer Racing                   | C1                           |
| 5°                           | 8                            | Nissen / Grohs / "Winter"         | Porsche 956                  | Joest Racing                            | C1                           |
| 6°                           | 60                           | Schuppan / Fouché / Suzuki        | Porsche 956                  | Trust Racing Team                       | C1                           |
| 7°                           | 18                           | Larrauri / Pareja                 | Porsche 962 C                | Brun Motorsport                         | C1                           |
| 8°                           | 25                           | Takahashi / Takahashi             | Porsche 962 C                | Advan Sports Nova                       | C1                           |
| 9°                           | 36T                          | Nakajima / Lees / Sekiya          | Tom's 86C Toyota             | Tom's                                   | C1                           |
| 10°                          | 23                           | Hoshino / Nakako                  | Nissan R86V                  | Hoshino Racing                          | C1                           |
| 11°                          | 32                           | Hasemi / Wada                     | Nissan R86V                  | Nismo Sport                             | C1                           |
| 12°                          | 48                           | Takahara / Totani / Tohira        | Porsche 956B                 | Alpha Cubic Racing Team                 | C1                           |
| 13°                          | 170                          | Katayama / Terada / Dieudonné     | Mazda 757                    | Mazdaspeed                              | GTP                          |
| 14°                          | 46                           | Mogi / Matsuda / Nagasaka         | Tom's 85C Toyota             | Auto Beaurex Motorsport                 | C1                           |
| 15°                          | 171                          | Yorino / Kennedy                  | Mazda 757                    | Mazdaspeed                              | GTP                          |
| 16°                          | 34                           | Konrad / Morimoto                 | LM 06C Toyota                | Cara International Racing               | C1                           |
| 17°                          | 52                           | Brancatelli / Schlesser / Lammers | Jaguar XJR-6                 | Silk Cut Jaguar Cars                    | C1                           |
| 18°                          | 66                           | Los / Needell                     | March 84G Porsche            | Cosmik Racing                           | C1                           |
| 19°                          | 79                           | Mallock / Duez                    | Ecosse C286 Rover            | Ecurie Ecosse                           | C2                           |
| 20°                          | 70                           | Spice / Bellm                     | Spice SE86C Ford             | Spice Engineering                       | C2                           |
| 21°                          | 27                           | Yoneyama / Okada / Asai           | Porsche 956                  | From A Racing                           | C1                           |
| 22°                          | 24                           | Yanagida / Nakagawa               | March 85G Nissan             | Central 20 Racing Team                  | C1                           |
| 23°                          | 50                           | Sasaki / Sears                    | SARD MC86X Toyota            | SARD                                    | C1                           |
| 24°                          | 35                           | Suzuki / Ogawa / Hoshino          | Tom's 86C Toyota             | Tom's                                   | C1                           |
| 25°                          | 1                            | Bell / Stuck                      | Porsche 962 C                | Rothmans Porsche                        | C1                           |
| 26°                          | 89                           | Schanche / Kleppe                 | Argo JM19 Zakspeed Turbo     | Schanche Team                           | C2                           |
| 27°                          | 75                           | Clements / Harrower               | Gebhardt JC843 Ford          | ADA Engineering                         | C2                           |
| 28°                          | 38                           | Elgh / Gabbiani                   | Dome 86C Toyota              | Dome Motorsport                         | C1                           |
| 29°                          | 180                          | Seino / Kazama / Fujii            | Mazda 84C Mazda (MCS Guppy)  | Oz Racing                               | GTP                          |
| 30°                          | 85                           | Suzuki / Shiratori / Okamoto      | Mazda 737C                   | Shizumatsu Racing                       | C2                           |
| 31°                          | 99                           | Baker / Thomann / Bain            | Tiga GC286 Ford Turbo        | RBR Tiga                                | C2                           |
| 32°                          | 14                           | Baldi / Niedzwiedz                | Porsche 956 GTi              | Liqui Moly                              | C1                           |
| 33°                          | 2                            | Holbert / Pescarolo               | Porsche 962 C                | Rothmans Porsche                        | C1                           |
| 34°                          | 77                           | Hoy / Chapman / Sanders           | Tiga TS85 Hart Turbo         | Chamberlain                             | C2                           |
| 35°                          | 20                           | Lee-Davey / Piper                 | Tiga GC86 Ford Turbo         | Tiga Team                               | C1                           |
| 36°                          | 15                           | Suzuki / Matsumoto                | Nissan R86V                  | Person's Racing Team                    | C1                           |
| 37°                          | 72                           | Donovan / Leim / Ogura            | Bardon DB1 Ford              | John Bartlett Racing with Goodman Sound | C2                           |
| 38°                          | 98                           | Andrews / Bain                    | Tiga GC286 Ford Turbo        | RBR Tiga                                | C2                           |
| 39°                          | 37                           | Acheson / Roe                     | Tom's 86C Toyota             | Team Ikuzawa                            | C1                           |
| 40°                          | 45                           | Nagasaka / Andskar                | Tom's 85C Toyota             | Auto Beaurex Motorsport                 | C1                           |

| Predecesor: WSC 1985 | Campeonato Mundial de Resistencia 1986 | Sucesor: WSC 1987 |

- Datos: Q2954095